# Кржиштанович, Станислав
Стани́слав Кржиштано́вич (Кжиштанович, Кшиштанович; пол. Stanisław Krzysztanowicz; 1577—1617) — польский юрист. Львовский синдик.

## Биография
В молодости обучался в различных академиях (в том числе в Краковской академии, в Ингольштадте), получил степень доктора обоих прав в Вюрцбурге. Затем обучался в Фрайбурге под руководством Юста Липсия. Во время пребывания в Оксфорде был свидетелем преследования католиков, в 1607 году издал в Париже полемический труд против преследования католиков в Англии, одобренный многими публицистами и учёными, в том числе рядом профессоров Сорбонны, а также обсуждавшийся Фрэнсисом Бэконом.

## Основные труды
- «Poloniae sive brevis descriptio statuum Regni Poloniae», 1606 («Польша, или краткое описание состояния Королевства Польского»);
- «Examen catholicum edicti Anglicani quo quod contra Catholicos est latum auctoritate Parlamenti Angliae», Париж, 1607 («Рассмотрение с католической точки зрения англиканского эдикта, изданного английским парламентом против католиков»);
- «Disputatio Canonica de sponsalibus et matrimoniis», Вюрцбург, 1600 («Каноническое обсуждение помолвки и брака»).